# Eunomia-Familie
Die Eunomia-Familie (FIN 502) ist eine große Asteroidenfamilie mit Asteroiden vom S-Typ, die nach dem Asteroiden des mittleren Asteroidengürtels (15) Eunomia benannt ist. Im mittleren Asteroidengürtel (große Halbachse zwischen 2,5 und 2,82 Astronomischen Einheiten) gehört die Eunomia-Familie zu den meistvertretenen Asteroidenfamilien und ist mit knapp 6000 bekannten Mitgliedern (ungefähr 1,4 Prozent der Asteroiden im Asteroidengürtel) die sechstgrößte Asteroidenfamilie des Asteroidengürtels.

## Merkmale

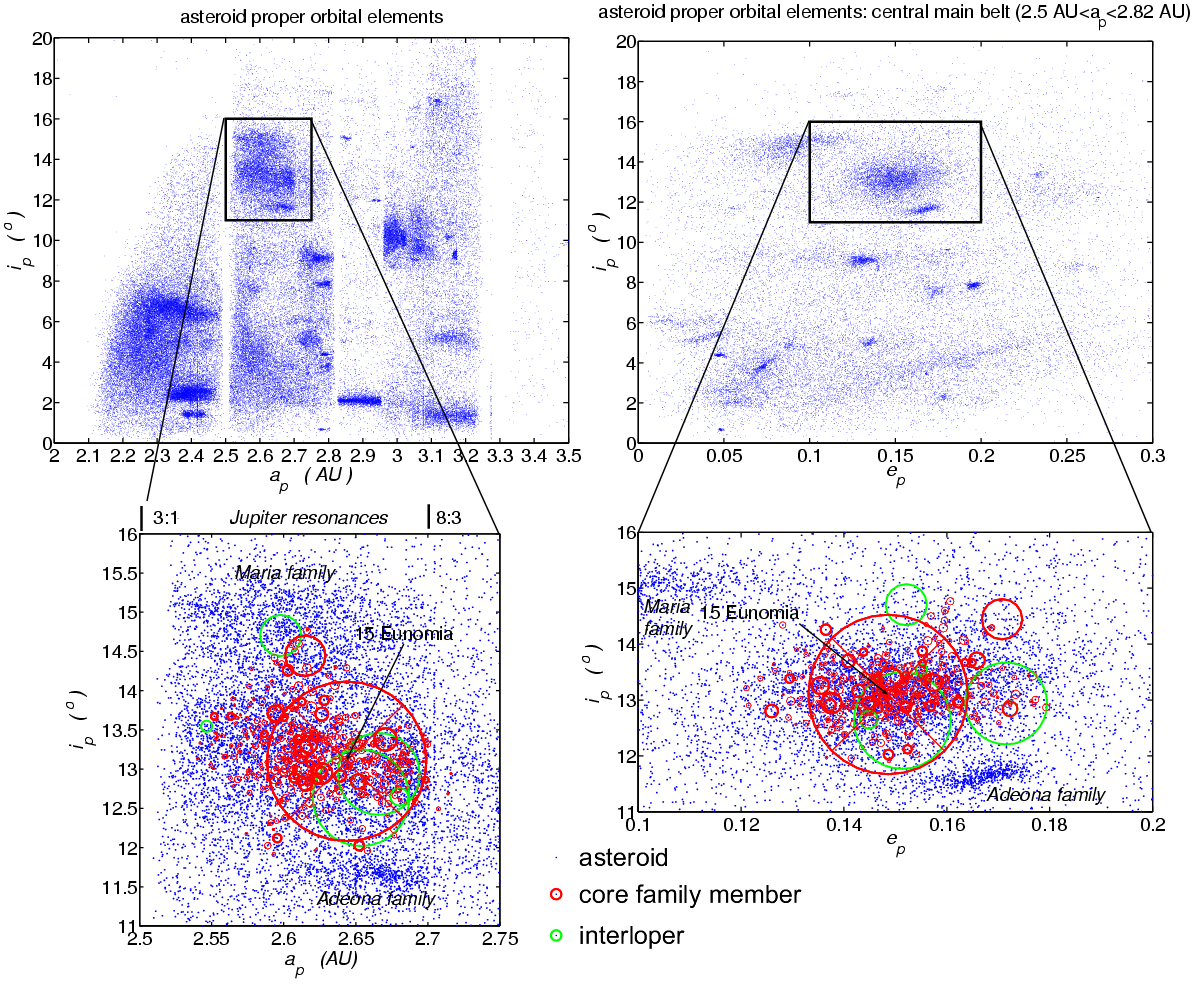
Lage und Zusammensetzung der Eunomia-Familie-Asteroiden

Der mit Abstand größte Asteroid der Eunomia-Familie ist deren Namensgeber (15) Eunomia, der mit einem maximalen Durchmesser von etwa 300 Kilometern und einem durchschnittlichen Durchmesser von etwa 250 Kilometern zudem der größte Gesteinsasteroid des S-Typs ist. Es wird geschätzt, dass (15) Eunomia etwa 70 bis 75 Prozent der Materie des ursprünglichen Mutterkörpers enthält. Dieser hatte einen mittleren Durchmesser von ungefähr 280 Kilometern und entstand ebenfalls durch die Kollision, die die Familie bildete. Es ist wahrscheinlich, dass der Mutterkörper zumindest teilweise differenziert war, da die Oberfläche von (15) Eunomia und die Spektren der kleineren Familienmitglieder einige Variationen aufweisen. Ungeachtet dessen zeigten andere Studien, dass der Mutterkörper, der durch den zur Eunomia-Familie führenden Einschlag definitiv zerschmettert wurde, wahrscheinlich bereits durch frühere kleinere Kollisionen etwas fragmentiert worden war. Der Impaktor war wahrscheinlich ein kleinerer, aber immer noch bedeutender Asteroid mit einem Durchmesser von ungefähr 50 Kilometern, der mit einer Geschwindigkeit von etwa 22.000 km/h auf den Mutterkörper traf.
Die anderen Asteroiden der Eunomia-Familie sind ziemlich regelmäßig im Orbitalraum um (15) Eunomia verteilt. Der zweitgrößte Asteroid ist (258) Tyche. Seine Umlaufbahn liegt jedoch am äußersten Rand der Familienregion, wodurch es sich bei (258) Tyche um einen „Eindringling“ handeln könnte. Die größten eindeutigen Familienmitglieder haben einen Durchmesser von etwa 30 Kilometern.
Spektroskopische Studien zeigten, dass die Mitglieder der Eunomia-Familie einen größeren Bereich von Zusammensetzungen umfassen, obwohl alle Asteroiden Mitglieder der S-Klasse sind. Als solche haben sie im Allgemeinen eine steinige (und keine eisige) Oberflächenzusammensetzung, die Silikate und etwas Nickel und Eisen enthält; und sie sind für ihre Größe ziemlich hell.
Die Eunomia-Familie enthält relativ viele kleine astronomische Objekte. Da die meisten dieser kleineren Objekte aufgrund von Kollisionen, Gravitationsstörungen und dem Jarkowski-Effekt im Laufe der Zeit „erodiert“ werden, deutet dies darauf hin, dass die Eunomia-Familie vor relativ kurzer Zeit geschaffen wurde.
Die Cassini-Huygens-Raumsonde flog 2000 bei (2685) Masursky, einem kleinen Asteroiden der Eunomia-Familie, vorbei. Die Entfernung von etwa einer Million Kilometern war jedoch zu groß, um Oberflächenmerkmale aufzulösen.

## Mitglieder und Position
Die Eunomia-Familie liegt zwischen den 3:1- und 8:3-Bahnresonanzen mit Jupiter mit größeren Bahnneigungen.
Eine numerische Analyse von Zappalà et al. 1995 bestimmte folgende durchschnittliche Bahnparameter:
|     | ap      | ep    | ip    |
| --- | ------- | ----- | ----- |
| min | 2.54 AU | 0.121 | 11.6° |
| max | 2.72 AU | 0.180 | 14.8° |

In der aktuellen Epoche sind dies die durchschnittlichen Werte:
|     | ap      | ep    | ip    |
| --- | ------- | ----- | ----- |
| min | 2.53 AU | 0.078 | 11.1° |
| max | 2.72 AU | 0.218 | 15.8° |

Die Analyse von Zappalà 1995 ergab 439 Kernmitglieder, während eine Suche in einer kürzlich durchgeführten Analyse 96.944 und eine Analyse 2005 4649 Objekte ergab, die innerhalb des in der ersten obigen Tabelle angegebenen Bereichs lagen. Bis 2014 identifizierte Nesvorný mit der Hierarchical Clustering Method insgesamt 5670 oder ungefähr 1,4 Prozent aller Asteroiden.:23

## Interloper
Es wurde eine Reihe von Interlopern identifiziert, die dieselben Orbitalelemente wie die Kern-Familienmitglieder aufweisen, jedoch aufgrund spektraler Unterschiede nicht aus derselben Kollision stammen können. In einer Spektraluntersuchung wurden (85) Io, (141) Lumen und (546) Herodias als Interloper identifiziert.:646